# Elena Gentile

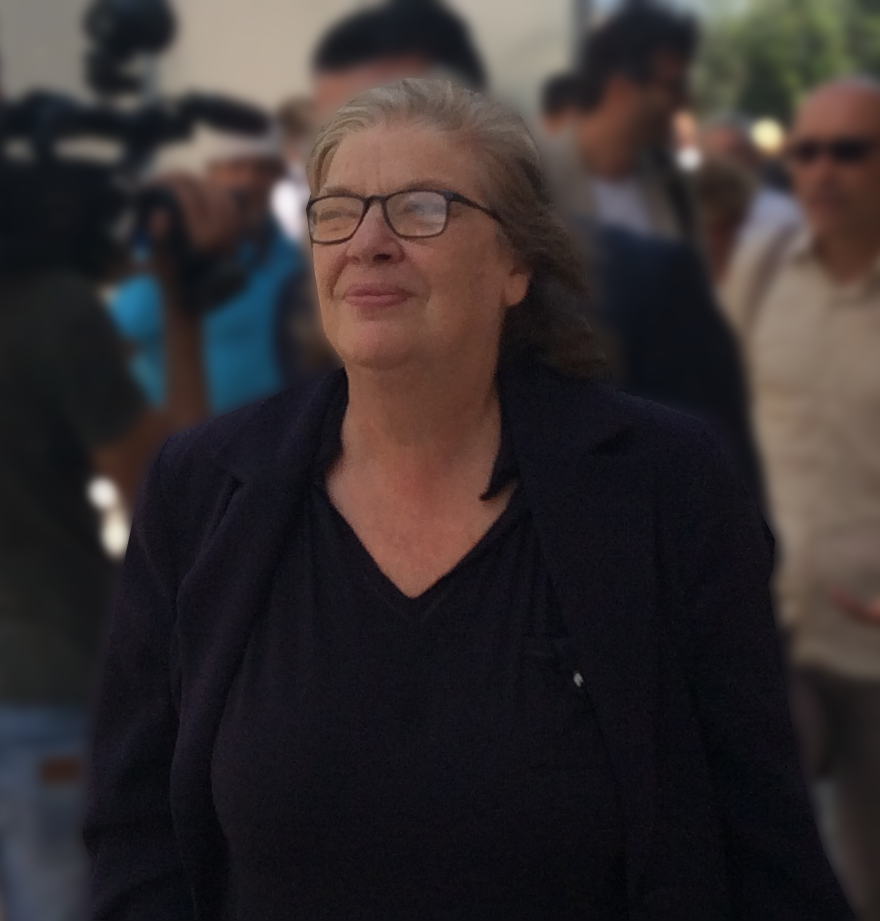
Elena Gentile

Elena Gentile (* 2. November 1953 in Cerignola) ist eine italienische Politikerin der Partito Democratico.

## Leben
Seit 2014 ist Gentile Abgeordnete im Europäischen Parlament. Dort ist sie Mitglied im Ausschuss für Beschäftigung und soziale Angelegenheiten und in der Delegation für den Parlamentarischen Stabilitäts- und Assoziationsausschuss EU-Montenegro.